# Кастель-Сан-Пьетро
Кастель-Сан-Пьетро (итал. Castel San Pietro) — коммуна округа Мендризио кантона Тичино в Швейцарии.
Селения коммуны (Казима, Кастель-Сан-Пьетро, Кампора и Монте) входит в Список объектов швейцарского наследия, а церковь Сан-Пьетро (Красная церковь), руины замка, приходская церковь Сан-Эусебио и вилла Туркони Ловерчано включены в Список объектов швейцарского культурного наследия национального и регионального значения.

## География

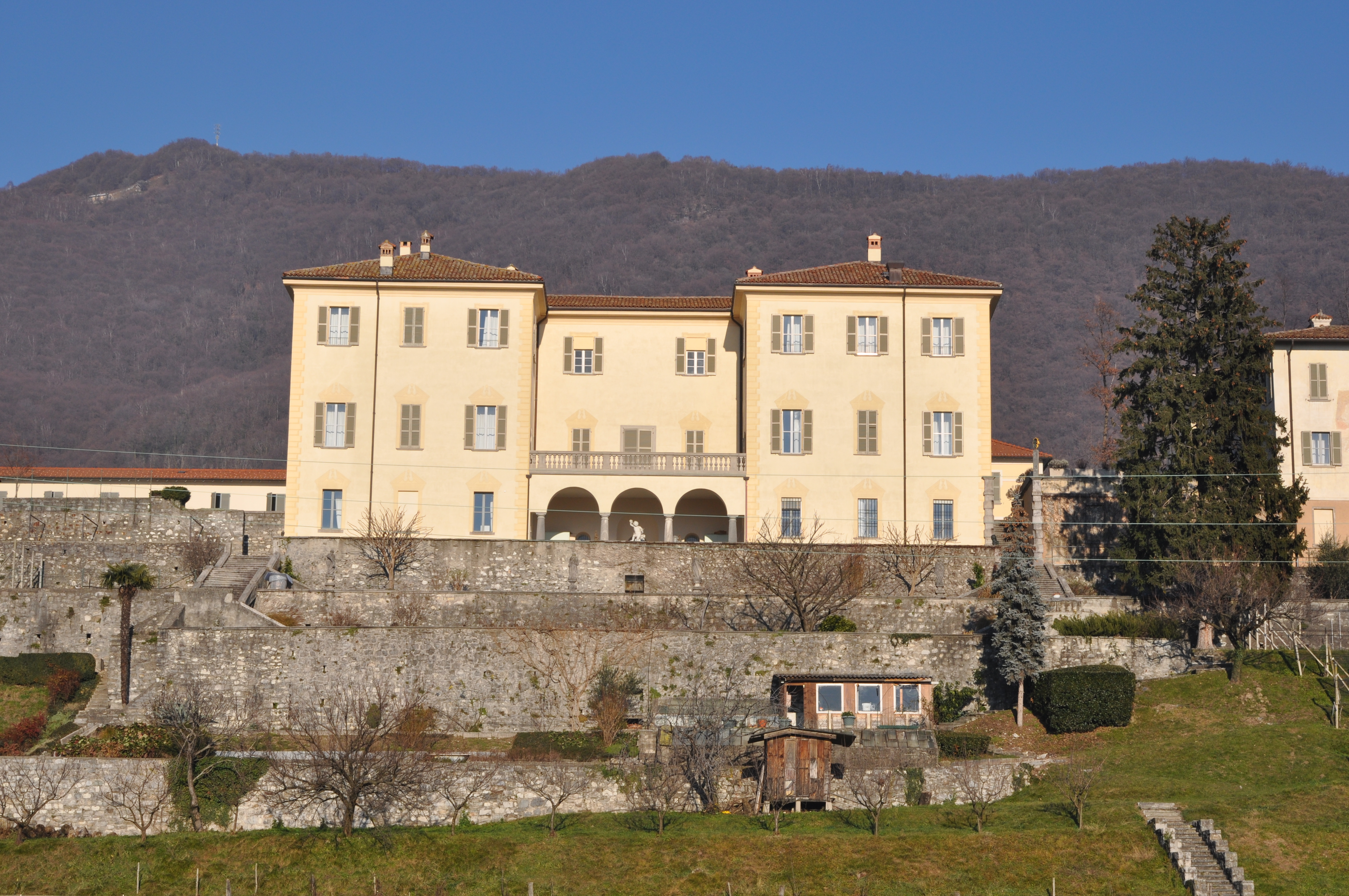
Вилла Туркони.

Коммуна Кастель-Сан-Пьетро расположена в округе Мендризио. Она охватывает большую часть территорию подножия горы Монте-Дженеросо, включая самые высокую станцию железной дороги Монте-Дженеросо, но не саму горную вершину, которая находится в коммуне Ровио. Община состоит из деревни Кастель-Сан-Пьетро, которая делится на Кортелью, Горлу, Ловерчано, Обино и другие районы.  С 2004 года бывшие коммуны Казима и Монте, а также поселение Кампора (бывшая часть коммуны Канеджо) являются частью Кастель-Сан-Пьетро.
По состоянию на 1997 год площадь общины Кастель-Сан-Пьетро составляла 11,83 км². 17,1% этой территории использовалось в сельскохозяйственных целях, а её 39,4% составляли леса.

## История
Кастель Сан-Пьетро впервые упоминается в 1171 году как Castellum Sancti Petri. Поселение близ нынешней деревни было упомянуто в 865 году, когда имперский рыцарь по имени Сигерадус пожаловал эту территорию монастырю Святого Амвросия в Милане. Община была первоначально частью вичинанцы Балерна. К 1270 году на её территории, относившейся к кафедральному собору Комо, располагался императорский дворец. Во время войны между Миланом и Комо в 1118—1127 годах был построен замок, который и дал название коммуне. К середине XIII века Кастель Сан-Пьетро передавалось между епископом Комо и семьёй Русс и Рускони. В конце XIV века оно, наконец, окончательно оказалось во владении рода. В XV веке Кастель Сан-Пьетро стало частью пьеве Балерна. 
В 1343 году епископ Бонифаций возвёл в Кастель Сан-Пьетро церковь. Позднее в память о кровавой вражде между семьями Бозия и Рускони в 1390 году она получила название «Красной церкви».
С 1626 года Кастель-Сан-Пьетро является отдельным приходом. Приходская церковь Сан-Эусебио упоминается в 1270 году, но ныне существующее здание датируется XVII—XVIII веками. Оно подверглось реставрации в 1912 году.  
В Средние века и в начале Нового времени католическая церковь (церковь Сан-Феделе и епископ Комо) и влиятельные местные семьи (Альбричи, Рускони, а после XV века и род Туркони, о чём свидетельствует их вилла Туркони Ловерчано) владели землями в Кастель-Сан-Пьетро и в его окрестностях. Земля преимущественно обрабатывалась издольщиками, и вся она облагалась десятиной. Эти система приводила к тому, что земля общины не всегда могла прокормить всё её население, поэтому часть жителей была вынуждена мигрировать. В начале XX века в коммуне появился небольшой промышленный сектор (табачная промышленность, винокурение). В 1960-х и 1970-х годах в Кастель-Сан-Пьетро появились и другие предприятия, относящиеся к текстильной, часовой и металлообрабатывающей индустрии.